# والاچیا
شاهزاده‌نشینِ والاخیا (به رومانیایی: Ţara Românească) یک منطقهٔ تاریخی و جغرافیایی در رومانی کنونی است.

## نگارخانه
|  | موقعیت منطقه والاچیا در کشور رومانی |  |  | نشان رسمی New York |  |  |